# Pierre Petroz
Pierre Petroz, né le 18 octobre 1819 à Paris où il est mort le 15 février 1891, est un critique et historien de l’art français.

## Biographie
Critique d’inspiration positiviste et partisan déclaré d’un art social, Petroz a été critique d’art au Vote universel, à la Philosophie positive (d) et au XIXe siècle.
Parmi les ouvrages intéressant les diverses manifestations de l’art en France depuis le début du XIXe siècle, il a publié l’Art et la Critique en France depuis 1822, une Esquisse d’un historique de la peinture au musée du Louvre, ainsi qu’un ouvrage sur son confrère W. Bürger. Il a également traduit en français Histoire et critique de Thomas Babington Macaulay.
Mort en son hôtel du 16, rue de La Rochefoucauld, il a été, après des obsèques civiles, le lundi 16 février 1891, inhumé au cimetière du Père-Lachaise (31e division).
Théodore de Banville lui a dédié un poème des Stalactites.

## Publications

### Articles
- « Salon de 1868 », [S.l.n.d.] Revue moderne, t. 46.
- « L’exposition de 1876 », Paris, La philosophie positive, 2e série, t. 17, juil.-déc. 1876, p. 109-121, 1 vol. 25 cm.
- « L’Exposition de 1877 », Paris, La philosophie positive, 2e série, t. 9.
- « L’Exposition de 1880 », Paris, La philosophie positive, 2e série, t. 25.
- « L’Exposition de 1881 », Paris, La philosophie positive, 2e série, t. 27, juil.-déc. 1881.

### Ouvrages
- L’Art et la Critique en France depuis 1822, Paris, Germer Baillière, 1875, vi-339, 1 vol. in-18 (lire en ligne).
- Un critique d’art au XIXe siècle : Théophile Thoré-Burger, Paris, Félix Alcan, 1884, 83 p., 1 vol. in-18 (lire en ligne).
- Esquisse d’une histoire de la peinture au musée du Louvre, Paris, Félix Alcan, 1890, 290 p., 1 vol. in-8° (lire en ligne).